# Marianna Monti
Marianna Monti (Napoli, 1730 – Napoli, 1814) è stata un soprano italiano.

## Biografia
Debuttò come cantante durante il carnevale del 1746 con La finta vedova di Nicola Conforto al Teatro dei Fiorentini di Napoli. Fino al 1759 fu attiva presso il Teatro Nuovo di Napoli, dove si esibì sempre in parti d'opera buffa. Nel 1760 fu coinvolta in uno scandalo: fu arrestata con il Marchese di Gerace, suo patrono, dai censori teatrali, ma grazie ad alcuni testimoni riuscì a farsi scagionare dalle accuse, e dopo due mesi poté tornare a cantare ai Fiorentini. In seguito, per oltre vent'anni fu forse la più celebre prima buffa napoletana, tant'è che diversi compositori partenopei crearono nelle loro opere ruoli per lei: tra questi Gioacchino Cocchi, Gaetano Latilla, Nicola Logroscino, Niccolò Jommelli, Tommaso Traetta, Niccolò Piccinni, Pietro Guglielmi, Giovanni Paisiello e Domenico Cimarosa. Nel 1780, dopo aver cantato nella farsa Il millantatore di Giuseppe Curcio, si ritirò a vita privata.
Della sua famiglia si ricordano la cugina Laura Monti, anch'ella soprano, e il fratello minore Gaetano Monti, compositore.

## Considerazioni sull'artista
Il suo stile fu sicuramente influenzato dallo sviluppo dell'opera buffa napoletana e contribuì a rendere celebre nel Mezzogiorno la drammaturgia dell'opera comica, già sviluppata da Carlo Goldoni a Venezia, e introdotta a Napoli intorno al 1760.
| Controllo di autorità | SBN INTV003049 |